# Коротково (Волзький район)
Коротко́во (рос. Коротково, марій. Кӱчыклук) — присілок у складі Волзького району Марій Ел, Росія. Входить до складу Обшиярського сільського поселення.

## Населення
Населення — 130 осіб (2010; 129 у 2002).
Національний склад (станом на 2002 рік):
- марі — 91 %